# 淯阳郡 (陕西)
淯阳郡，中国古代的郡。
西魏大统十七年（551年）置，治所在今陕西省旬阳县东北蜀河镇。属上州。辖境约今陕西省旬阳县东北一带。北周保定二年（562年），改为长冈郡。